# Crucigera zygophora
Crucigera zygophora är en ringmaskart som först beskrevs av Herbert Parlin Johnson 1901.  Crucigera zygophora ingår i släktet Crucigera och familjen Serpulidae. Inga underarter finns listade i Catalogue of Life.